# خون شریر
خون شریر (به انگلیسی: Wicked Blood) فیلمی محصول سال ۲۰۱۴ و به کارگردانی مارک یانگ است. در این فیلم بازیگرانی همچون ابیگیل برسلین، الکسا وگا، شان بین، لو تامپل، جیک بیوزی، جیمز پیورفوی و جی.دی. اورمور ایفای نقش کرده‌اند.